# ويليام غيبس مكادو
ويليام غيبس مكادو الابن (بالإنجليزية: William Gibbs McAdoo) (31 أكتوبر 1863-1 فبراير 1941)، محامي ورجل دولة أمريكي وقائد للحركة التقدمية، ولعب دورًا رئيسيًا في حكومة الرئيس وودرو ويلسون. مثّل ولاية كاليفورنيا في مجلس الشيوخ بالولايات المتحدة كعضو في الحزب الديمقراطي.
وُلد مكادو في ماريتا في ولاية جورجيا، وانتقل إلى نوكسفيل بولاية تينيسي في شبابه وتخرج من جامعة تينيسي. بدأ الممارسة القانونية في تشاتانوغا بولاية تينيسي قبل الانتقال إلى مدينة نيويورك في عام 1892. اكتسب سمعة سيئة كرئيس لشركة هدسون ومانهاتن للسكك الحديدية، وعمل نائبًا لرئيس اللجنة الوطنية الديمقراطية. شارك مكادو في حملة ويلسون الرئاسية الناجحة لعام 1921، وشغل منصب وزير خزانة الولايات المتحدة بين عامي 1913 و1918. تزوج من إليانور، ابنة الرئيس وودرو ويلسون، في عام 1914. ترأس مكادو إنشاء نظام الاحتياطي الفيدرالي وساعد في منع حدوث أزمة اقتصادية بعد اندلاع الحرب العالمية الأولى. شغل مكادو أيضًا منصب المدير العام لخطوط السكك الحديدية بعد أن دخلت الولايات المتحدة الحرب. ترك مكادو حكومة ويلسون في عام 1919 بالكامل، وشارك في تأسيس شركة مكادو وكوتّون وفرانكلين للمحاماة.
سعى مكادو إلى الحصول على ترشيح الحزب الديمقراطي للرئاسة في المؤتمر الوطني الديمقراطي لعام 1920، لكن زوج أمه، وودرو ويلسون، منعه عن ذلك. ترك مكادو شركة المحاماة وانتقل إلى كاليفورنيا في عام 1922. سعى إلى الحصول على ترشيح الحزب الديمقراطي للرئاسة مرة أخرى في عام 1924، لكن المؤتمر الوطني الديمقراطي لعام 1924 رشح جون دبليو. ديفيز بدلًا منه. انتُخب لعضوية مجلس الشيوخ في عام 1932 لكنه هُزم في محاولته باستلام ولاية ثانية. توفي مكادو بأزمة قلبية في عام 1941 أثناء سفره إلى حفل تنصيب فرانكلين روزفلت الثالث.

## سيرة شخصية

### وزير الخزانة
جذب وودرو ويلسون مكادو بعيدًا عن العمل بعد لقائهما في عام 1910، وعمل في حملته الرئاسية في عام 1912. استلم ويلسون الرئاسة وعيَن مكادو وزيرًا للخزانة، وهو منصب شغله مكادو في الفترة بين عامي 1913 و1918.
تزوج من ابنة الرئيس، واسمها إليانور راندولف ويلسون في البيت الأبيض في 7 مايو في عام 1914. أنجب الزوجان ابنتان وهما إلين ويلسون مكادو (1915-1946) وماري فايث مكادو (1920-1988). تزوجت إلين مرتين وأنجبت طفلين. تزوجت ماري ثلاث مرات ولكن لم يكن لديها أطفال. انتهى زواج مكادو الثاني بالطلاق في يوليو في عام 1935، وتزوج للمرة الثالثة عندما كان عمره 71 عامًا من الممرضة دوريس إيزابيل كروس البالغة من العمر 26 عامًا (1909-2005) في سبتمبر في عام 1935.
قدّم مكادو استقالته بعد زفافه، لكن الرئيس ويلسون حثه على إكمال عمله لتحويل نظام الاحتياطي الفيدرالي إلى بنك مركزي جاهز للعمل. أقر الكونغرس التشريع المنشئ للنظام في ديسمبر في عام 1913.
واجه مكادو أزمة مالية كبيرة قبيل وخلال اندلاع الحرب العالمية الأولى بين شهري يوليو وأغسطس في عام 1914 أثناء رئاسته لوزارة الخزانة. بدأ المستثمرون البريطانيون والفرنسيون في تحويل حيازات الأوراق المالية الأمريكية الخاصة بهم إلى العملة الأمريكية خلال الأسبوع الأخير من شهر يوليو في عام 1914. حوّل العديد من هؤلاء المستثمرين الأجانب دولاراتهم إلى ذهب، وذلك كما كانت العادة في المعاملات النقدية الدولية في ذلك الوقت، من أجل إعادة حيازاتهم إلى وطنهم في أوروبا. كانوا سيستنزفون دعم الذهب للدولار لو أنهم فعلوا ذلك، وهذا سيؤدي إلى حدوث كساد في الأسواق المالية الأمريكية وفي الاقتصاد الأمريكي ككل. ربما كان بإمكانهم بعد ذلك شراء السلع والمواد الخام الأمريكية (لمجهودهم الحربي) بأسعار منخفضة للغاية، والتي كان على الأمريكيين قبولها من أجل إعادة الاقتصاد من حالة الكساد الناتج بإدراك مسبق (وإن كان ذلك عن غير قصد).
أبقى مكادو العملة الأمريكية على المعيار الذهبي. نظم عملية إغلاق بورصة نيويورك لمدة أربعة أشهر لم يسبق لها مثيل في عام 1914 لمنع الأوروبيين من بيع الأوراق المالية الأمريكية وتبديل العائدات بالدولار ومن ثم الذهب.

### العمل السياسي اللاحق
تشكلت إدارة السكك الحديدية الأمريكية لإدارة نظام النقل الأمريكي خلال الحرب بعد أن دخلت الولايات المتحدة الحرب العالمية الأولى في أبريل في عام 1917. عُيِّن مكادو كمدير عام للسكك الحديدية، وهو المنصب الذي شغله حتى الهدنة في نوفمبر في عام 1918.
شارك مكادو في تأسيس شركة مكادو وكوتون وفرانكلين للمحاماة المعروفة الآن باسم شركة كاهيل غوردون ورينديل المرموقة للمحاماة في مارس في عام 1919 بعد مغادرته حكومة ويلسون. عملت شركته كمحام عام لمؤسسي شركة الفنانين المتحدين، وحصل مكادو على 20% من الأسهم لهذا المشروع المشترك، وامتلك المؤسسون ماري بيكفورد وتشارلي تشابلين ودوغلاس فيربانكس وديفيد وارك غريفيث نسبة 25% في الأسهم التفضيلية ونسبة 20% من الأسهم المشتركة. غادر الشركة في عام 1922 وانتقل إلى كاليفورنيا للتركيز على حياته السياسية.
سعى مكادو مرتين لترشيح الحزب الديمقراطي للرئاسة، وخسر أمام جيمس إم. كوكس في عام 1920 وجون دبليو. ديفيز في عام 1924، وذلك على الرغم من أنه ترأس الانتخابات الأولى في كلي العامين. أعرب مكادو أثناء حملته في الفترة التي سبقت الانتخابات الرئاسية لعام 1920 عن دعمه لإجراءات مثل تعويضات الإصابة والتأمين ضد البطالة وتحديد وقت العمل بثماني ساعات فقط، وأعرب أيضًا عن دعمه لفكرة التشريع الفيدرالي الدائم في مجال العمل ولاسيما فيما يتعلق بتعويض البطالة والحد الأدنى للأجور.
أُحبط أول ترشيح للمجلس الرئاسي لمكادو باعتباره أحد أنصار الحظر الملتزمين من قبل وفد ولاية نيويورك وغيره من المعارضين الشماليين لحظر الكحول في المؤتمر الوطني الديمقراطي لعام 1920. خسر مكادو أخيرًا ترشيح الحزب أمام المرشح غير المتوقع والحاكم جيمس إم. كوكس من أوهايو عندما قرر المندوبون النتيجة لصالحه في الاقتراع رقم 44 بعد هزيمة منافسه الرئيسي للترشيح المدعي العام ألكساندر ميتشل بالمر.
شغل منصب عضو مجلس الشيوخ عن ولاية كاليفورنيا بين عامي 1933 و1938 بعد أن خسر محاولته في إعادة الترشح في عام 1938 أمام شيريدان داوني. تقدمت زوجة مكادو بطلب الطلاق في عام 1934. تزوج مكادو البالغ من العمر 71 عامًا من دوريس إيزابيل كروس، وهي ممرضة تبلغ من العمر 26 عامًا، وذلك بعد شهرين من صدور قرار طلاقه من المحكمة في يوليو في عام 1935.

### الموت
توفي مكادو في 1 فبراير في عام 1941 بنوبة قلبية أثناء سفره في واشنطن العاصمة بعد التنصيب الثالث للسياسي فرانكلين روزفلت، ودُفن في مقبرة أرلينغتون الوطنية في ولاية فرجينيا.

## الإرث
كان مكادو جذابًا للغاية وتميز بالمظهر الجميل والحماس الواضح والطاقة التي لا حدود لها. كان لديه شخصية بسيطة ومُقنعة ومتفائلة وشديدة الثقة بالنفس، وكل ما كان ينقصه هو العمق أو الالتزام بالمبادئ العميقة. برع أولاً كسياسي منشق مروج ورجل أعمال ممن دعموا تدابير مكافحة الاحتكار التي كانت تفضلها الحركة التقدمية. وسّعت الحرب العالمية بشكل كبير من نطاق أنشطته في وزارة الخزانة مما جعل صوته مسموعًا في جميع أروقة السياسات الخارجية والداخلية الرئيسية مع تأثير كبير على الاقتصاد بأكمله.

## روابط خارجية
- ويليام غيبس مكادو على موقع IMDb (الإنجليزية)
- ويليام غيبس مكادو على موقع الموسوعة البريطانية (الإنجليزية)
- ويليام غيبس مكادو على موقع إن إن دي بي (الإنجليزية)